# Wildecker Herzbuben
Die Wildecker Herzbuben sind ein aus Wildeck in Nordhessen stammendes Musikerduo des volkstümlichen Schlagers. Sie erreichten 1990 mit dem Titel Herzilein große Bekanntheit.

## Musikalischer Werdegang
Wolfgang Schwalm (* 16. August 1954 in Görzhain), von Beruf Elektroinstallateur, dann als Abteilungsleiter eines Großhandelsunternehmens tätig, und Wilfried Gliem (* 10. September 1946 in Obersuhl), von Beruf Versicherungskaufmann, dann Manager des Schlagersängers G. G. Anderson, sangen beide für Die Curocas, die Begleitband Andersons, der später auch als Produzent für die Herzbuben tätig wurde.
Anderson suchte für die Komposition Herzilein von Carola und Burkhard Lüdtke ein Gesangsduo und fragte die beiden. So erschien 1989 unter dem Namen Die Wildecker Herzbuben ihre erste Single. Der Titel wurde ein Erfolg im Genre des volkstümlichen Schlagers und brachte dem Duo zahlreiche Auszeichnungen und Rundfunk- und Fernsehauftritte sowie Tourneen im In- und Ausland. Peter Alexander hatte eine frühe Version des Liedes zuvor abgelehnt, weil ihm der Text frauenfeindlich erschien.
In den Folgejahren gehörte das Duo zu den erfolgreichsten Interpreten volkstümlicher Musik. Ihr 1995er Album Kuschelzeit wurde von Dieter Bohlen komponiert und produziert. 

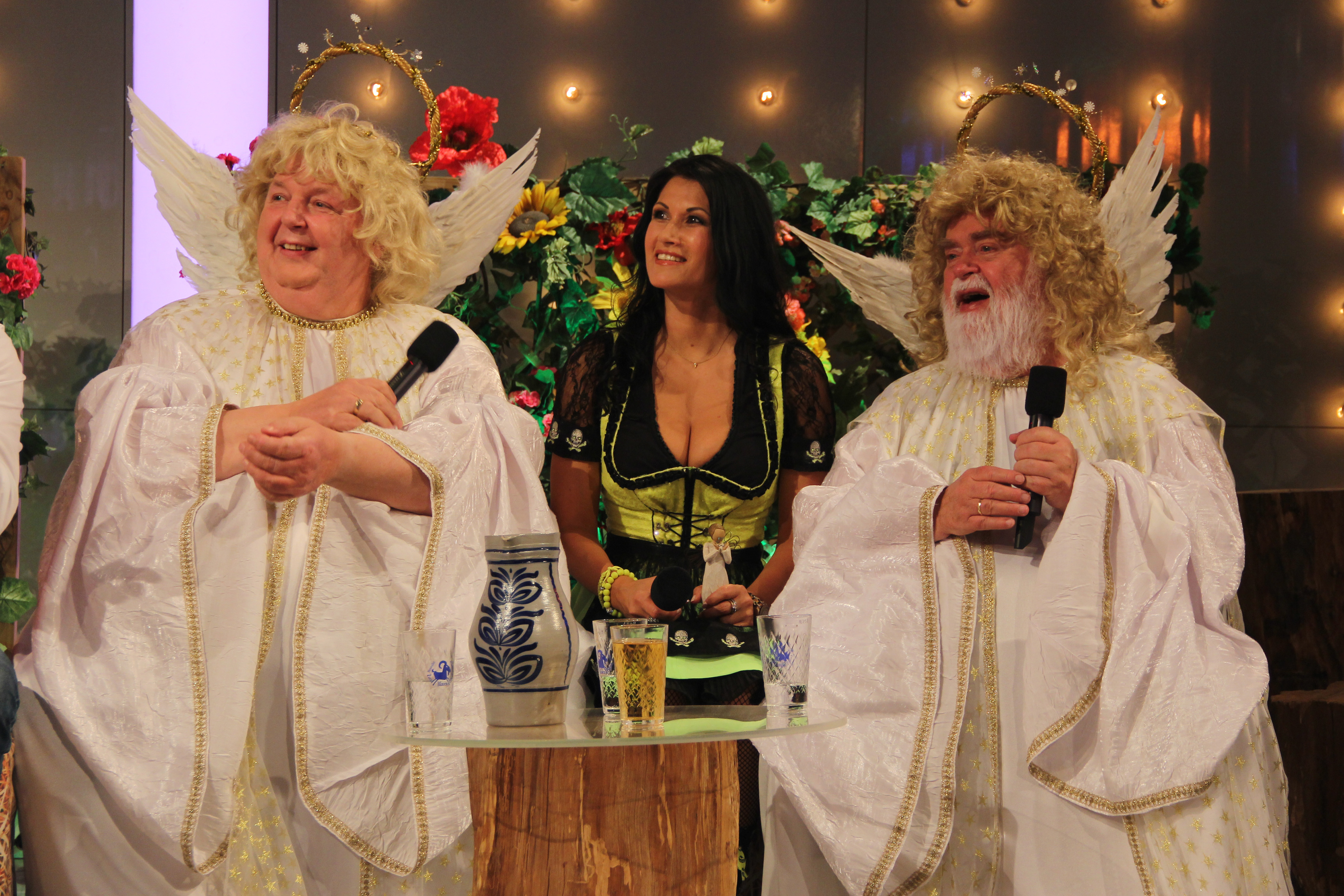
Mit ihren nicht selten skurrilen Bühnenauftritten wie hier auf dem Hessentag in Hofgeismar oder in den Festen mit Florian Silbereisen haben sich die Wildecker Herzbuben einen Namen gemacht.

 Die beiden schwer übergewichtigen Sänger waren aber auch für ihre Selbstironie bekannt. In Otto – Der Liebesfilm von 1992 sind beide in einer Szene in einer Selbstparodie als die „Knallgäuer Seeamseln“ zu sehen. In der Musikantenscheune begleiteten sie Hape Kerkeling in einer Travestierolle als „Helga“, zu sehen in Kerkelings Sendung Darüber lacht die Welt. Im Film Der Wixxer von 2004 haben die Herzbuben einen Gastauftritt als verbrecherische „Bande des Schreckens“. 2005 brachten sie zusammen mit Heinz Günther Heygen und Rainer Schlag das Buch Kochen mit Schwung auf den Markt.  Im Frühjahr 2012 wirkten sie in der von Alexander G. Schäfer inszenierten Westernparodie Cat Ballou – Hängen wirst du in Kötzschenbroda in der Comödie Dresden in verschiedenen Rollen mit. Wilfried Gliem war 2015 Teilnehmer bei Promi Big Brother. Er verließ nach elf Tagen freiwillig das Big-Brother-Haus. Gliem lebt in Wildeck-Hönebach.
Darüber hinaus ist das Duo auch für Auftritte außerhalb des Schlagergenres bekannt. So sangen sie bei Konzerten unter anderem auch Pop- und Rocksongs wie Unchain My Heart, Hound Dog und I Want to Break Free. Einen ihrer letzten Auftritte hatten sie 2024 auf dem Elektro-Festival Parookaville.
Nach einer Erkrankung von Gliem, nach der er auf Gehhilfen angewiesen war, wurden die Auftritte des Duos selten. Im März 2025 endete offiziell ihre Zusammenarbeit, im September 2025 will das Duo letztmalig in einer von Heidi Klum moderierten ProSieben-Fernsehshow auftreten. Während Schwalm ankündigte, solo als Herzbube Wolfgang weitermachen zu wollen, ließ Gliem seine musikalische Zukunft offen.

## Sonstiges
- Ihre Bühnenkleidung ist laut Aussage von Gliem in der Late-Night-Show Inas Nacht keine Phantasietracht. Vielmehr handelt es sich um die Schwälmer Tracht, die in Schwalms Heimat bis heute zu festlichen Anlässen getragen wird.[9]
- In der DDR gab es eine Gruppe namens Die Herzbuben. Um eine Verwechslung auszuschließen, benannte sie sich 1991 in Die Prinzen um und wurde in der Folge mit fast 6 Millionen verkauften Tonträgern zu einer der erfolgreichsten deutschen Bands.
- Wilfried Gliems Ehefrau Elke ist die Großcousine der Mutter des Schauspielers Bruce Willis.[10]
- Schwalms erster Fernsehauftritt erfolgte als Trompeter im Alter von vier Jahren.
- Die Ärzte hatten für den Titel Wenn es Abend wird vom Album Die Bestie in Menschengestalt eine Zusammenarbeit angefragt, die aber abgelehnt wurde.[11]

## Auszeichnungen
- Goldene Stimmgabel (1990 und 1991)
- 1992 Goldener Nürnberger Trichter der Nürnberger Trichter Karnevalsgesellschaft e. V. 1909
- RSH-Gold
- Edelweiß
- Wilfried Gliem ist seit 2004 Ehrenbürger der Gemeinde Wildeck
- 2012: Faustorden des Handwerker Carnevalsverein Weimar

## Diskografie
- 1990: Herzilein (CH: Platin)
- 1991: Zwei Kerle wie wir (CH: Gold)
- 1992: Das tut gut
- 1992: Weihnachten zu Hause
- 1993: Von ganzem Herzen
- 1993: Ist das nicht himmlisch
- 1994: Am schönsten ist es daheim
- 1995: Kuschelzeit
- 1997: Weil wir Freunde sind
- 2000: Bubenstreiche
- 2002: Die Sonne scheint auf alle gleich
- 2005: So schön ist der Norden
- 2006: Rutsch an meine Seite
- 2007: Wahre Liebe
- 2009: 20 Jahre Herzilein
- 2014: Sommer, Sonne, Herzilein
- 2022: Kerle wie wir

## Filmografie
- 1991: Ein Schloß am Wörthersee – Alte Liebe rostet nicht
- 2004: Der Wixxer
- 2012: Werner – Eiskalt! – allerdings nur als Zeichentrickfiguren
- 2015: Ich bin dann mal weg